# Zum Nachdenken für Herrenreiter
Zum Nachdenken für Herrenreiter ist eine Prosaskizze von Franz Kafka. Sie erschien 1913 in der Sammlung von 18 Prosatexten mit dem Titel Betrachtung.

## Inhalt
Der Text besteht aus einer Auflistung von Gründen, aus denen es einem Herrenreiter sinnlos erscheinen kann, bei einem Pferderennen zu gewinnen.

## Textanalyse und Deutungsansatz
Der Text beginnt mit der zentralen Feststellung, dass es nichts gebe, das einen Menschen dazu anspornen könnte, ein Rennen gewinnen zu wollen. Anschließend geht der Erzähler präzise auf einzelne Aspekte ein, um diese Behauptung zu untermauern.
Als ersten Punkt spricht der Erzähler die Siegesfreude beim Spielen der Siegerhymne an und meint, dass man sich deren im Nachhinein schämen müsse, da man sie „beim Losgehen des Orchesters“ nicht im Zaum halten könne. Anschließend wird die Reaktion der Gegner geschildert, wobei das Hauptaugenmerk des Erzählers auf ihren, nun gegen die eigenen Gunsten stehenden Einfluss gerichtet ist. Des Weiteren beschreibt der Erzähler mit absurder Genauigkeit die negativen Auswirkungen, die ein Sieg auf die Freunde und die Damen haben müsse.
Durch die scheinbar schlüssige Argumentation wird dem Leser der Eindruck vermittelt, dass der Sieger im Gegensatz zu allen anderen Anwesenden lächerlich und bemitleidenswert wirken müsse. Die Abwertung des Siegers wird dadurch verstärkt, dass der Erzähler am Ende berichtet: „Endlich fängt es gar aus dem trüb gewordenen Himmel zu regnen an.“ (Hervorhebung nicht im Original, sondern zur Verdeutlichung vorgenommen.)

## Ausgaben
- Franz Kafka: Sämtliche Erzählungen. Herausgegeben von Paul Raabe. Fischer Taschenbuch Verlag, 1970, ISBN 3-596-21078-X.
- Franz Kafka: Die Erzählungen. Originalfassung. Herausgegeben von Roger Hermes. Fischer Verlag, 1997, ISBN 3-596-13270-3.
- Franz Kafka: Drucke zu Lebzeiten. Herausgegeben von Wolf Kittler, Hans-Gerd Koch und Gerhard Neumann. Fischer Verlag, Frankfurt/Main 1996, ISBN 3-10-038152-1, S. 30/31.

## Sekundärliteratur
- Peter-André Alt: Franz Kafka: Der ewige Sohn. Eine Biographie. Verlag C.H. Beck, 2005, ISBN 3-406-53441-4.